# Мітулинський Тарас Спиридонович
Мітули́нський Тара́с Спиридо́нович (25 лютого 1897, Тетіїв — 18 листопада 1937, Київ) — український радянський державний діяч, виконувач обов'язків голови Київської міської ради (вересень 1937 року). 
Жертва сталінських репресій.

## Біографія
- 1908–1910 роки — навчання в церковно-приходській школі.
- 1910–1911 роки — робота наймитом у поміщиці Морочінскої, м. Тетіїв.
- 1912–1914 роки — робота чорноробом у скульптора Н. С. Сокольницького, м. Париж.
- 1914–1916 роки — електромонтер оперного театру «Народний дім», м. Петроград.
- 1916–1918 роки — участь у Першій світовій війні, Румунський фронт.
- 1918–1921 роки — служив у Червоній армії. Брав участь в боях переважно в Україні.
- Березень, 1919 року — вступив до лав ВКП(б).
- 1919–1921 роки — перший голова Тетіївського районного виконавчого комітету.
- 1921–1922 роки — Таращанський повітовий виконком, завідувач відділу освіти.
- 1922–1923 роки — Білоцерківський повітовий виконком, завідувач відділу освіти.
- 1923–1925 роки — Корсунь-Шевченківський виконком, завідувач відділу освіти.
- Березень-грудень 1925 — секретар Городищенського районного партійного комітету КП(б)У.
- 1926 — секретар Золотоніського районного партійного комітету КП(б)У, член бюро Черкаського окружного партійного комітету.
- 1927 рік — голова Черкаського окружного сільгоспсоюзу.
- 1928 рік — секретар Олександрівського районного партійного комітету КП(б)У (тепер Кіровоградська область).
- 1930 рік — уповноважений Черкаської районної контори Союзхліб.
- 1932 рік — уповноважений Київської обласної контори Заготзерно.
- Листопад, 1933 року — уповноважений Комітету по заготівлях Ради народних комісарів по Молдавській АРСР (УповКомзагРНК).
- 1935 рік — керівник промсектору (мукомольний та транспортний сектор) Комітету по заготівлях Ради народних комісарів по Українській СРР.
- 1936 рік — завідувач відділу радянської торгівлі Київського міського комітету КП(б)У.
- 13 вересня 1937 року — обраний виконуючим обов'язки голови Київської міської ради.
- 14 вересня 1937 року — заарештований.
- 17 листопада 1937 року — вироком виїзної сесії Воєнної колегії Верховного суду СРСР за статтями 54-7, 54-8, 54-11 Карного Кодексу УРСР засуджений до розстрілу.
- 18 листопада 1937 року — був розстріляний у м. Києві, місце поховання невідоме.
- 28 червня 1957 року — рішенням Військової колегії Верховного суду СРСР реабілітований посмертно.

## Нагороди
У 1932 році нагороджений почесним знаком «Бійцеві Червоної гвардії і червоному партизанові».

## Увічнення пам'яті
- 1978 року — рішенням виконкому м. Тетіїва Київської області на честь Тараса Мітулинського названо вулицю.
- 1979 рік — у Тетіївському краєзнавчому музеї Київської області створено експозицію, присвячену Тарасові Мітулинскому.
- 2015 рік — рішенням сесії Тетіївського міської ради Тарасові Мітулинскому присвоєно звання «Почесний громадянин м. Тетіїва» (посмертно).